# Manuela Gretkowská
Manuela Gretkowská (* 6. října 1964, Łódź) je polská spisovatelka a feministická aktivistka. Její próza bývá řazena k postmodernismu. Píše často i eseje. Jejími velkými tématy jsou vztahy mužů a žen či emigrace.
Vystudovala filozofii na Jagellonské univerzitě v Krakově. V roce 1988 odešla do Francie a vystudovala středověkou antropologii na École des hautes études en sciences sociales v Paříži. Začátkem 90. let se vrátila do Polska a pracovala v polské redakci časopisu Elle. V roce 1997 odešla do Švédska. V roce 2006 založila feministickou politickou stranu Partia Kobiet (Strana žen) a postavila se do jejího čela. Po volbách roku 2007 se předsednictví vzdala. Strana dnes nese název Inicjatywa Feministyczna.
Její knihy byly přeloženy do finštiny, francouzštiny, španělštiny, litevštiny, němčiny, ruštiny, srbštiny, ukrajinštiny a maďarštiny.

## Scénáře
- Szamanka, 1996
- Egoiści, 1999
- Miasteczko, 2000-2001 (tv seriál)